# DN76
De DN76 (Drum Național 76 of Nationale weg 76) is een weg in Roemenië. Hij loopt van Șoimuș via Brad, Vașcău, Ștei en Beiuș naar Oradea. De weg is 184 kilometer lang.

## Europese wegen
De volgende Europese weg loopt met de DN76 mee:
- Șoimuș - Oradea (gehele route)